# Kevin Pauwels
Kevin Pauwels (* 12. dubna 1984, Ekeren) je belgický profesionální cyklokrosař. Účastní se také závodů na horských kolech a silničních závodů. Od roku 2011 je členem stáje Sunweb-Revor Cycling Team.
Jeho starší bratr Tim Pauwels, který byl také profesionálním cyklistou, zemřel v roce 2004 při závodu v Erpe-Mere.

## Závodní kariéra
V roce 2002 zvítězil mezi juniory na mistrovství světa v cyklokrosu, o dva roky později v vítězství zopakoval v kategorii do 23 let. V elitní kategorii se prosadil poprvé na nejvyšší stupeň v sezóně 2009/2010, když vyhrál závod světového poháru v Zolderu. O rok později v konečném pořadí seriálu světového poháru obsadil druhou pozici, v sezóně 2011/2012 vyhrál čtyři závody (v Táboře, Igorre, Zolderu a Hoogerheide) a zvítězil i v celkovém pořadí.
V letech 2011 a 2012 obsadil v elitní kategorii mistrovství světa bronzové pozice.
Je dvojnásobným belgickým mistrem na horských kolech (2011, 2012).